# Tridilosa

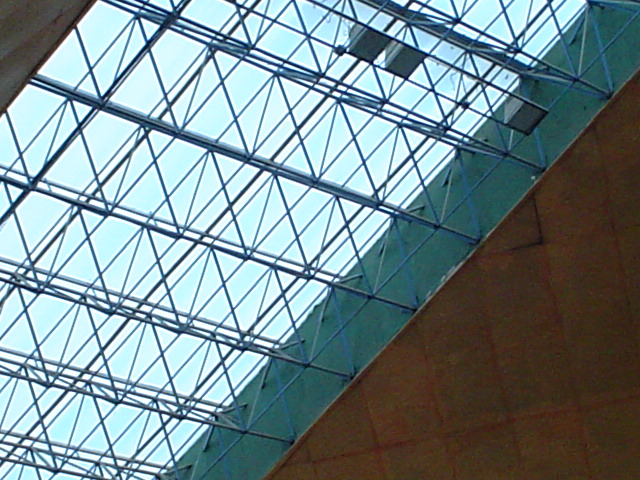
Una tridilosa, sosteniendo el techo de la Terminal del Norte, Ciudad de México.

La tridilosa es un sistema que consta de una estructura tridimensional altamente ligera y de tablero mixto, combinando la zona comprimida de concreto (hormigón), con la zona traccionada de acero. Fue inventada en 1966 por el ingeniero mexicano Heberto Castillo. 
En el Perú las tridilosas cobraron especial importancia por el ingeniero peruano Miguel Bozzo y por los métodos de cálculo específicos mediante elementos finitos desarrollados por su hijo el Doctor ingeniero Luis Bozzo en el año de 1986. Un resumen de los trabajos y métodos de cálculo de la Tridilosa se puede encontrar en el libro "Losas Reticulares Mixtas. Proyecto, Análisis y dimensionamiento" escrito por Miguel Bozzo y Luis Bozzo en el año de 2003 y publicado por la editorial Reverte de Barcelona, España.
En la tridilosa solo el 33% del concreto trabaja por compresión, con una eficiencia de hasta el 90% de este material, lo que permite la construcción de estructuras mucho más ligeras, resistentes y económicas en tiempos mucho menores que los sistemas convencionales...
La Tridilosa ha sido utilizada en más de 200 puentes en México, en el World Trade Center de la Ciudad de México, la Torre Chapultepec, Centro Médico siglo XXI, Plaza Cuauhtémoc, Plaza Tabasco 2000, Hotel Morelia Misión y en el edificio Biosfera 2 (Arizona, EE. UU.)
Una de las cualidades más destacadas de su estructura es que puede ahorrar un 66% de hormigón y hasta un 40% de acero, debido al hecho de que no necesita ser rellenado de hormigón en la zona de tracción.

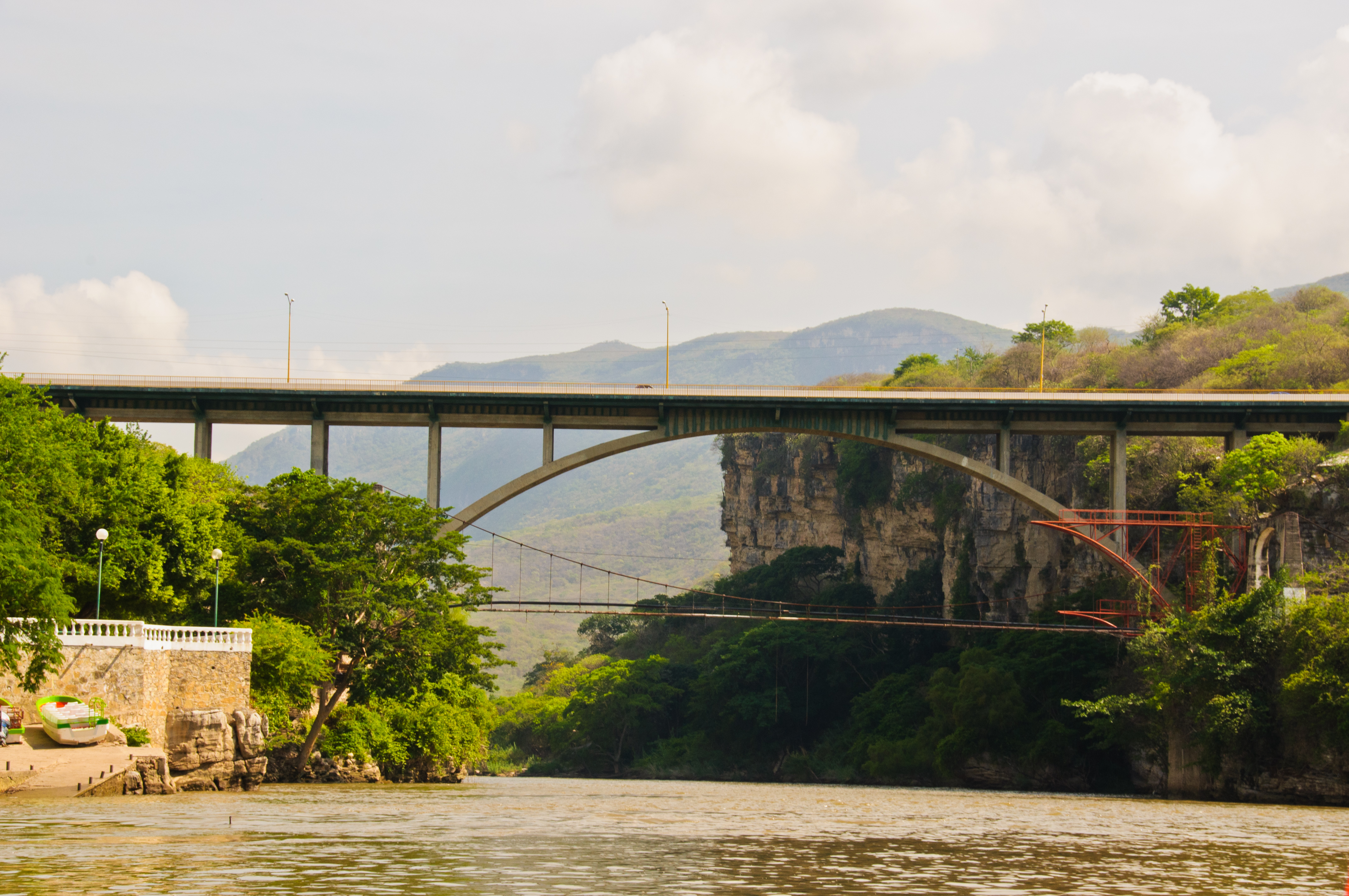
Puente Belisario Domínguez en Chiapa de Corzo, construido mediante la técnica de Tridilosa.

La tridilosa sirve no sólo para hacer techos y puentes ultralivianos (en Nicaragua, Castillo construyó un puente por el que pasan camiones, que puede ser levantado por 2 hombres, uno a cada extremo), sino también muelles flotantes y hasta pangas, como las que navegan en Campeche.
También se utiliza para soluciones especiales tales como hangares de aviación, tiendas departamentales, edificios de oficinas, hoteles, entre otros.
En México hay casi un millón de metros cuadrados construidos con el invento de Castillo. En un tiempo se pensó en usar tridilosa para erigir la discutida torre de PEMEX en el D.F., pero la idea fue descartada para no hacerle publicidad a uno de los críticos del monopolio petrolero estatal.